# 日本奇術協会
公益社団法人日本奇術協会（にほんきじゅつきょうかい、英訳：Japan Professional Magicians’ Association、JPMA）は、日本で唯一のプロマジシャンのための組織で、奇術の振興を図ることを目的とする法人である。

## 沿革
- 1936年「日本奇術協会」として創立
- 1993年3月31日、文化庁の設立認可をうけ、社団法人として発足
- 1994年FISM横浜大会の総会で正式メンバー団体として承認
- 2007年名古屋支部発足
- 2008年関西支部発足

## 主な事業
- 公演の開催
- 研修会、講演会の実施
- 奇術に関する調査研究
- 奇術に関する国際交流
- 日本古来の伝統奇術「和妻」の保存及び継承
- 奇術界の発展に寄与した団体及び個人に対する顕彰
- 機関誌「ワン・ツー・スリー」の発行
- FISM国内選考会の主催

など。

## 歴代会長
1. 松旭斎天洋
2. 初代・松旭斎天右
3. 松旭斎天洋
4. アダチ龍光
5. 松旭斎天晴
6. アダチ龍光
7. 松旭斎広子
8. 松旭斎すみえ
9. 北見マキ
10. 渚晴彦 (現、名誉顧問)
11. 花島皆子 (現、名誉顧問)
12. ケン正木 (2020年7月1日 - 現職)

## 会員
会員紹介を参照。

## 奇術の日
- 1990年マジシャンの掛け声をもじって「ワン、ツー、スリー」つまり「1、2、3」の付く12月3日を「奇術の日」に制定し、イベントを開催
- 2008年「奇術の日公演」を開催
- 2015年「奇術の日記念パーティ」を開催